# Bok- och biblioteksmässan
Bok- och biblioteksmässan eller bare Bokmässan er en bogmesse, som af Bok & Bibliotek i Norden AB samt Svenska Mässan, hvert år arrangeres i Göteborg. Messen er Nordens største mødeplads for bog- og biblioteksbranschen og er, efter bogmessen i Frankfurt, Europas næststørste af sin art. Bokmässan begyndte i 1985 og havde da 5.000 besøgende. Siden da er besøgstallet steget for hvert år, og i 2009 havde Bokmässan lige godt 97.200 besøgende..